# Kolonnordning

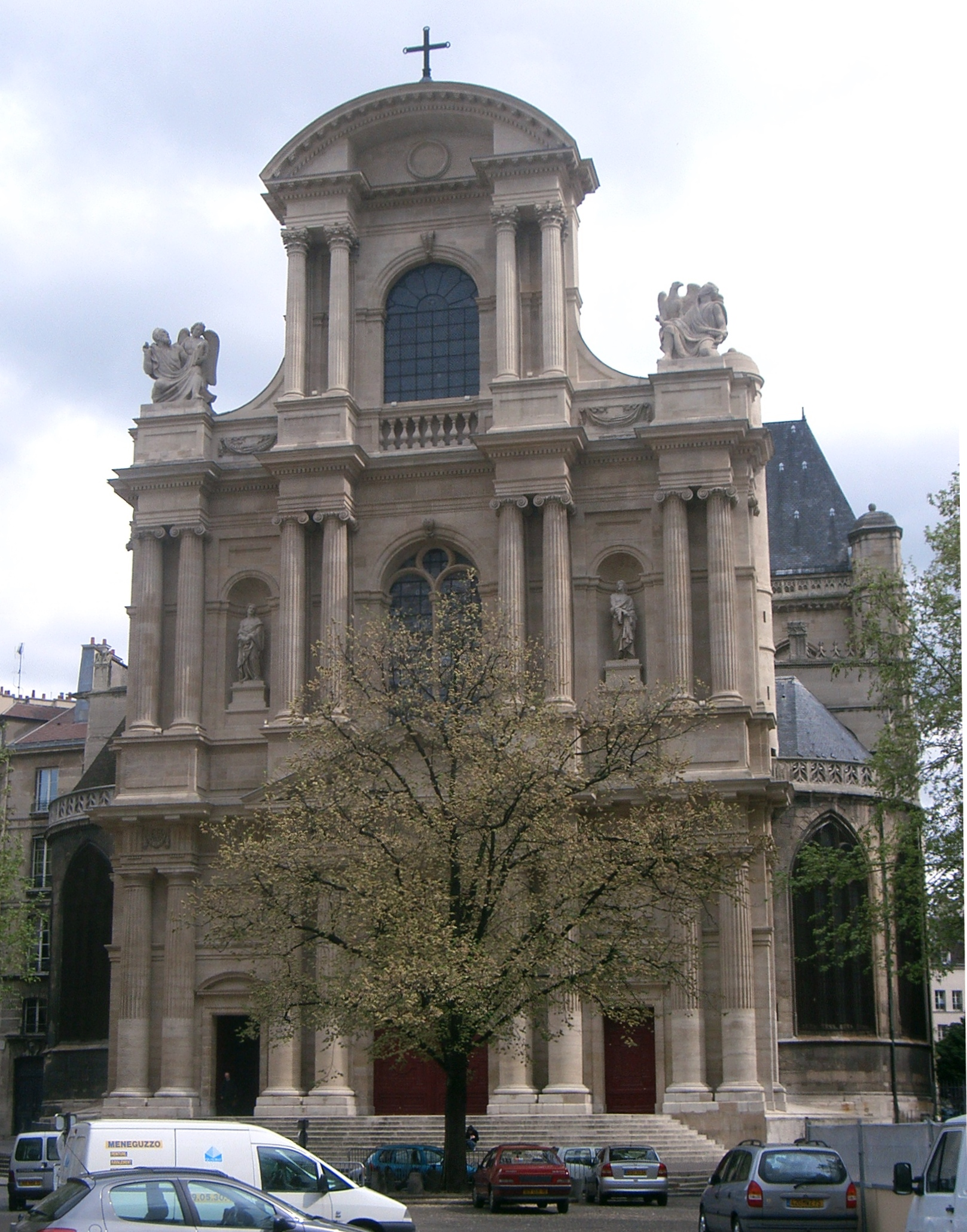
Teatermotiv på fasaden till kyrkan Saint-Gervais-Saint-Protais i Paris.
• 1:a våningen – dorisk ordning
• 2:a våningen – jonisk ordning
• 3:e våningen – korintisk ordning

Kolonnordning syftar på ett från antiken härstammande byggnadssystem som består av kolonner och entablement (bjälklag), dimensionerat enligt ett måttsystem grundat på en modul och vedertagna estetiska normer.
Till de mest använda kolonnordningarna räknas den doriska, den joniska och den korintiska (Grekland), den toskanska (etruskiska) samt kompositaordningen (Rom). Utmärkande för varje kolonnordning anses vara kapitälets utformning och proportionerna mellan byggnadsdelarna.